# Cirrhilabrus adornatus
Cirrhilabrus adornatus är en fiskart som beskrevs av Randall och Kunzmann, 1998. Cirrhilabrus adornatus ingår i släktet Cirrhilabrus och familjen läppfiskar. IUCN kategoriserar arten globalt som livskraftig. Inga underarter finns listade i Catalogue of Life.